# پیلوروپلاستی

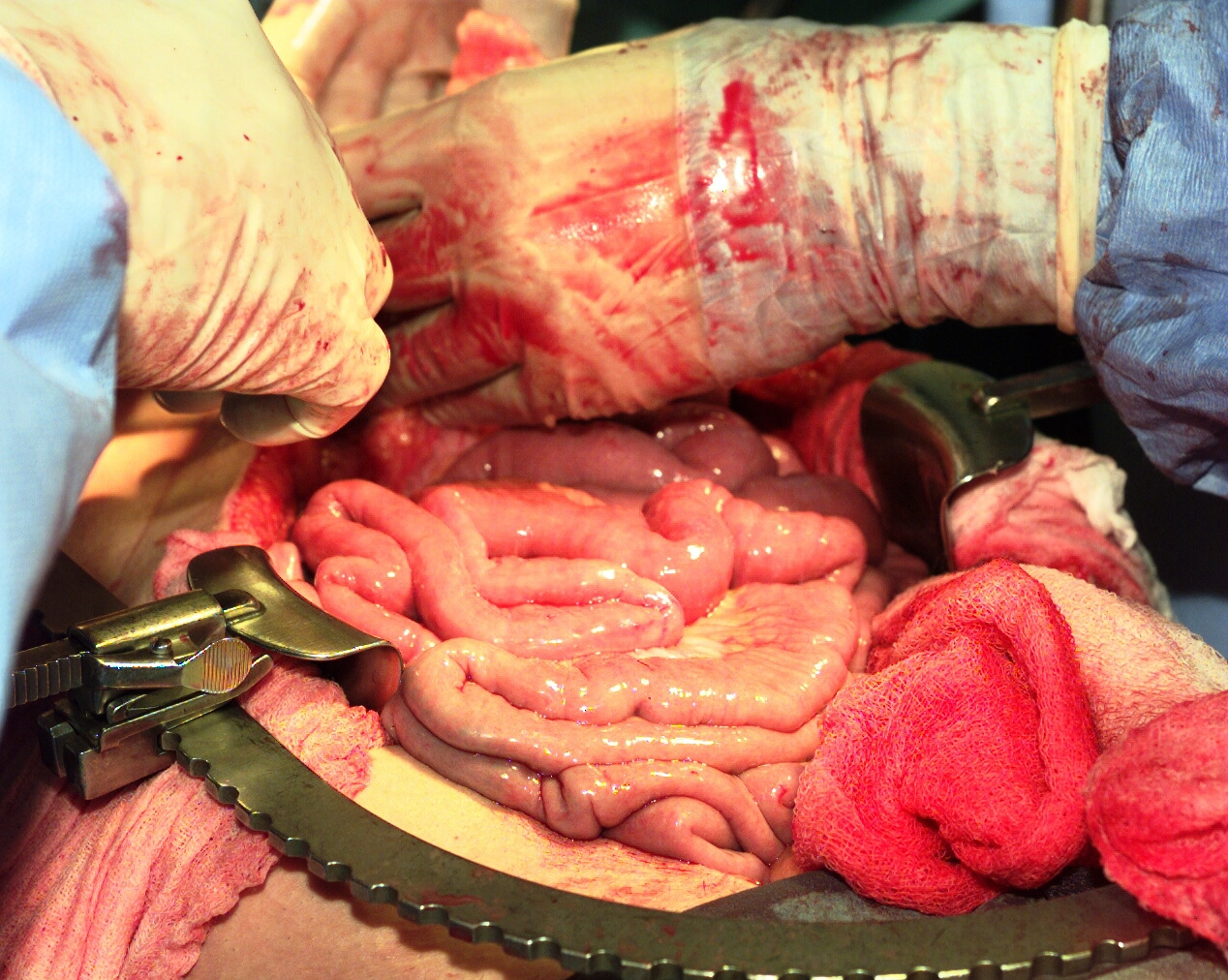

پیلوروپلاستی(به انگلیسی: pyloroplasty) نوعی عمل جراحی دستگاه گوارش  می‌باشد که در آن به  گشاد کردن و ترمیم پیلور پرداخته می‌شود. با انجام این عمل به تخلیهٔ محتویات معده کمک می‌شود.

## اندیکاسیون‌ها
تنگی‌های پیلور در اثر ضخیم شدن دیوارهٔ ماهیچه‌ای پیلور ایجاد می‌شود. علل ضخیم شدن دیوارهٔ ماهیچه‌ای:
- بیماری‌های انسدادی پیلور
- عوارض  ناشی از زخم معده
- عوامل ژنتیکی.[۲]

## عوامل خطر افزا در  ایجادزخم معده
سیگار - غذاهای نمک اندود و پر چرب - سابقه فامیلی - هلیکوباکترپیلوری - عادت‌های نادرست تغذیه (زیاد و سریع خوری – خوردن ترشیجات زیاد..) استرس‌های روحی و روانی- مصرف بیش از حد الکل – مصرف فراوان آسپیرین یا سایر داروهای ضد التهاب غیر استروئیدی

## تست‌های تشخیصی
- مطالعات تصویربرداری از دستگاه گوارش (X اشعه، سی تی اسکن)
- بیوپسی از پوشش معده با استفاده از اندوسکوپ
- آزمایش حضور هلیکوباکتر پیلوری
- مکان، مدت و شدت درد
- استفراغ و شرح کیفیت مواد معده
- اجابت مزاج و شرح کیفیت مدفوع
- داروهای مصرفی و عوامل استرس زا
- تغییرات اشتها، رژیم غذایی و وزن
- مصرف الکل و عادت سیگار کشیدن[۴]

## مراقبت‌های قبل از عمل
- انجام آزمایش‌ها و گرافی‌های درخواست شده
- NPO بودن (ناشتا بودن)، که پزشک زمان آن را تعیین می‌کند.
- گرفتن رضایت نامه و خارج کردن زیورآلات و دندان مصنوعی
- شیو ناحیهٔ زیر سینه تا نیمهٔ ران (حذف موهای اضافه)
- مایع و دارو درمانی و آنتی بیوتیک‌های پروفیلاکتیک (پیش‌گیرانه)[۵]
- برقراری خط وریدی برای گرفتن مایعات و داروها
- گذاشتن سوند ادراری، ساعت ۹ شب قبل از عمل
- گذاشتن سوند معده، ساعت ۶ صبح روز عمل[۶]

## وضعیت بیمار و نوعبیهوشی
در این جراحی بیمار در وضعیت خوابیده به پشت یا سوپاین قرار دارد.
بیمار تحت بیهوشی عمومی یا جنرال جراحی می‌شود.

## روش عمل
1. بعد از بیهوشی، درپ و پرپ  بیمار، جراح می‌تواند برای ایجاد برش از یکی از روش‌های خط میانی (مید لاین)، زیر دنده‌ای (ساب کوستال) راست و چپ یا سینه‌ای-شکمی (توراکو-آبدومینال) بهره ببرد.
2. بعد از برش لایه‌های شکمی و صفاق، معده نمایان می‌شود.[۷]
3. سپس جراح با ایجاد یک برش عمودی در پیلور، اقدام به برداشت ماهیچه یا مخاط ضخیم شده می‌کند تا تنگی آن برطرف شود
4. بعد از اتمام کار پیلور به وسیلهٔ استاپلر یا بخیه به صورت عرضی بسته می‌شود .[۸]

## مراقبتهای بعد از عمل
- تجویز و تزریق  مسکن‌های کافی و به موقع، تا بیمار بتواند به راحتی نفس‌های عمیق کشیده و از بروز عوارض ریوی جلوگیری کند
- تشویق به خروج از تخت و داشتن تحرک برای جلوگیری از لخته شدن خون
- NPO بودن تا زمانی که پزشک دستور داده است.[۹]
- حفظ وضعیت تغذیهٔ بیمار و تزریق آنتی بیوتیک  به صورت وریدی
- کنترل جذب و دفع
- نظافت بینی و شست و شوی دهان  با گاز مرطوب و آب سرد[۱۰]
- پس از برداشتن سوند معده، رژیم مایعات به مقدار کم و بسیار رقیق آغاز می‌شود و رفته رفته بر غلظت آن آفزوده می‌گردد، تا آن جایی که بیمار تغذیهٔ طبیعی در ۶ وعده داشته باشد.
- چون بیمار به دفعات و میزان کمی غذا می‌خورد، دادن ویتامین‌ها، املاح و مواد تقویتی ضروری است.[۱۱]

## عوارض احتمالی
- خطرات بیهوشی مانند: واکنش به داروها و مشکلات تنفسی
- خطرات ناشی از عمل جراحی مانند: خونریزی و عفونت
- خطرات ناشی از این روش:  آسیب یا چسبندگی روده، فتق، نشت محتویات معده، سوراخ تصادفی در معده، سوء تغذیه[۱۲][۱۳]